# Solo química
Solo química es una película española del año 2015 dirigida por Alfonso Albacete y protagonizada por Ana Fernández García, Alejo Sauras y Rodrigo Guirao Díaz.

## Argumento
Oli (Ana Fernández García) es una joven que trabaja en una perfumería y sueña con salir con su ídolo, el actor Eric Soto (Rodrigo Guirao Diaz).
A su vez, su mejor amigo y compañero de piso, Carlos (Alejo Sauras), está perdidamente enamorado de Oli, aunque ella no lo sabe.
Cuando Oli comienza a salir con su ídolo surgirán una serie de complicaciones que dificultarán la continuidad de la relación y harán que se tambalee la amistad de Oli y Carlos.

## Reparto
| Actor/Actriz             | Personaje                            |
| ------------------------ | ------------------------------------ |
| Ana Fernández García     | Olivia "Oli" Romero                  |
| Alejo Sauras             | Carlos, el compañero de piso         |
| Rodrigo Guirao Díaz      | Eric Soto, el actor                  |
| María Esteve             | Berta, compañera de trabajo de Oli   |
| Jaime Olías              | Hans, vendedor de moda               |
| Natalia de Molina        | Melanie                              |
| Esmeralda Moya           | Susana                               |
| Àlex Monner              | El Tirillas, boxeador                |
| Miranda Makaroff         | Alba                                 |
| Bibiana Fernández        | Sabrina                              |
| Neus Asensi              | Lola                                 |
| Silvia Marsó             | Mónica, jefa de Oli en la perfumería |
| Rossy de Palma           | Bárbara Sullivan                     |
| Martina Klein            | Alessandra Lotti                     |
| José Coronado            | Julián, el padre de Olí              |
| Mireia Ros               | Alicia                               |
| Adrià Collado            | Fede                                 |
| Bru Vidal                | Abdul                                |
| Pep Anton Muñoz          | Productor                            |
| Carlos Fuentes           | Guionista                            |
| Carmen Conesa            | Maître Restaurante                   |
| Jorge Picó               | Michel                               |
| Anna Barrachina          | Señora Perfumería                    |
| Josep Linuesa            | Actor Serie                          |
| Andrea Carballo          | Actriz Serie                         |
| Joaquín Oristrell        | Director Serie                       |
| Raquel Pérez             | Fan Loca                             |
| Luna Mai                 | Fan I Festival                       |
| Rocío Herrero            | Fan II Festival                      |
| José Álvarez             | Joven Ladrón                         |
| Carlos Noriega           | Seguridad                            |
| Cuca Escribano           | Chica 1                              |
| San Yélamos              | Chica 2                              |
| Mónica Aragón            | Invitados Festival                   |
| Cristina Brondo          | Invitados Festival                   |
| Diego Yaker              | Invitados Festival                   |
| Santi Trancho            | Invitados Festival                   |
| Marina Padró Targarona   | Invitados Festival                   |
| Clara Guardiola          | Invitados Festival                   |
| Eloy Calvo               | Invitados Festival                   |
| Piti Alonso              | Jefe Prensa Festival                 |
| Rafa Pontes              | Ayudante Prensa Festival             |
| Pere Vall                | Periodista I                         |
| Fausto Fernández         | Periodista II                        |
| Córdova Gómez            | Pepón                                |
| Iñaki Mur                | Boxeador                             |
| Quim Andrés              | Boxeador                             |
| Pablo Heredia            | Boxeador                             |
| Sergio Gardella          | Boxeador                             |
| Cristian Soto            | Boxeador Bailarín                    |
| Marcos Zhang             | Boxeador Bailarín                    |
| Giuseppe Di Bella        | Boxeador Bailarín                    |
| Arneis Rubio             | Boxeador Bailarín                    |
| Nicolo Marchionni        | Boxeador Bailarín                    |
| Alejandro Fernández      | Boxeador Bailarín                    |
| Armando Maliza           | Boxeador Bailarín                    |
| Marcos Genzor            | Boxeador Bailarín                    |
| Sergio Santos da Silva   | Boxeador Bailarín                    |
| Rubén Jiménez            | Boxeador Bailarín                    |
| Kyo Ashuki               | Boxeador Bailarín                    |
| Ángel Lafuente           | Ayudante Dirección                   |
| Arturo Turón             | Director Fotografía Serie            |
| Gema García Moresco      | Bailarina Gimnasio                   |
| Lourdes Guadalupe Cedres | Bailarina Gimnasio                   |
| Miryam Benedited         | Bailarines                           |
| Tatiana Monells          | Bailarines                           |
| Marta Blanchart          | Bailarines                           |
| Griselda Astudillo       | Bailarines                           |
| Núria Torrentallé        | Bailarines                           |
| Sonia Ebiole             | Bailarines                           |
| María Goretti García     | Bailarines                           |
| Luana Guitart            | Bailarines                           |
| Clara Casals             | Bailarines                           |
| Carolina Santos          | Bailarines                           |
| Anabel Pituelli          | Bailarines                           |
| Aina Torres              | Bailarines                           |
| Aina Torné               | Bailarines                           |
| Mayra Meléndez           | Bailarines                           |
| Jorge Velasco            | Bailarines                           |
| Sergi Oliva              | Motorista con casco                  |
| Javier Ramírez           | Chico Guapo                          |
| Javier Giner             | Amigo Erick                          |
| Seiko Watankuki          | Japonesa                             |
| Patrick Martino          | Invitados Fiesta                     |
| Jose Álvarez-Boze        | Ladrón                               |
| Narcís Mandil            | Invitados Fiesta                     |
| Macari Golferichs        | Invitados Fiesta                     |
| Antonio Garrido          | Invitados Fiesta                     |

## Premios
2015: Festival de Málaga: Sección oficial largometrajes (fuera de concurso).